# Општина Бошород (Хунедоара)
Бошород (рум. Boşorod) општина је у Румунији у округу Хунедоара.
Oпштина се налази на надморској висини од 814 m.